# 吳洪昌
吳洪昌（1593年—？年），字與京，號亦如，直隸常州府宜興縣人，明朝、南明政治人物。

## 生平
吳洪昌是僉事吳正志之子，天啟元年（1624年）中辛酉科應天乡试第一百四十一名舉人，崇禎七年（1634年）成甲戌科三甲一百八十二名進士，通政司觀政，八年獲授浙江建德知縣，任內清操自勵，以德政治民，十五年升任禮部儀制司主事，本年养病。
弘光年間，改任精膳司郎中，因病辭官歸鄉，建德人為其立祠祭祀。

## 家族
出身宜興宜荊吳氏。曾祖吴骙，府通判赠光禄寺卿。祖吴达可，丁丑進士通政使贈副都御史。父吳正志，萬曆進士，官光禄寺卿。
子吳貞度，清順治乙未進士，庶吉士。孫吳元臣，康熙壬戌進士。